# John Lawton
John Cooper Lawton (11. července 1946, Halifax, West Yorkshire, Anglie, Spojené království – 29. června 2021) byl anglický rockový a bluesový zpěvák, který nejvíce proslul jako člen skupin Lucifer's Friend, Uriah Heep a Les Humphries Singers.

## Diskografie

### Asterix
- Asterix – 1970

### Lucifer's Friend
- Lucifer's Friend – 1970
- Where the Groupies Killed the Blues – 1972
- I'm Just a Rock & Roll Singer – 1973
- Banquet – 1974
- Mind Exploding – 1975
- Mean Machine – 1981
- Sumo Grip – 1994
- Black Moon – 2019

### Les Humphries Singers
- We Are Goin' Down Jordan – 1971
- Singing Detonation – 1971
- Old Man Moses – 1971
- Mexico – 1972
- Sound '73 – 1973
- Mama Loo (= La Onu Cantante) – 1973
- Live in Europe – 1973
- Carnival – 1973
- Sound '73/II – 1973
- The World Of – 1973
- Kansas City – 1974
- Sound '74 – 1974
- One of These Days – 1974
- Rock 'n Roll Party – 1974
- Amazing Grace & Gospeltrain – 1975
- Party on the Rocks – 1975

### Uriah Heep
- Firefly – 1977
- Innocent Victim – 1977
- Fallen Angel – 1978
- Live in Europe 79 – (nahráno 1979, vydáno 1986)
- The Magician's Birthday Party – (live – nahráno 2001, vydáno 2002)

### Sólová alba
- Heartbeat (also released as "HardBeat") – 1980
- Still Paying My Dues to the Blues – 2000

### Rebel
- Stargazer – 1982

### Zar
- Live Your Life Forever – 1990

### Gunhill
- One Over the Eight – 1995
- Night Heat – 1997
- Live in Germany '99 – 1999

### Hensley Lawton Band
- The Return (Live at Heepvention 2000) – 2000

### Lawton Dunning Project
- Steppin' It Up – 2002
- One More Night (Live) – 2002

### John Lawton Band
- Sting in the Tale – 2003
- Shakin' the Tale (Live) – 2004

### OTR – On The Rocks
- Mamonama – 2008